# Lepanthes lynniana
Lepanthes lynniana är en orkidéart som beskrevs av Carlyle August Luer. Lepanthes lynniana ingår i släktet Lepanthes och familjen orkidéer.
Artens utbredningsområde är Ecuador. Inga underarter finns listade i Catalogue of Life.